# 马克西姆·古林
马克西姆·阿列克谢耶维奇·古林（羅馬化：Maksim Alekseyevich Gulin；1997年5月16日—）是俄罗斯政治人物，曾任第八届国家杜马议员。
从俄罗斯普列汉诺夫经济大学毕业后，古林在新人党领导人阿列克谢·涅恰耶夫创立的KAPITANY教育项目慈善基金会担任初级区域发展经理。2021年2月，他任新人党车里雅宾斯克支部书记。2021年9月起担任第八届国家杜马代表。
2023年3月13日，他提前辞去议员职务，转任俄罗斯儿童和青年运动“第一运动”主席顾问。空缺位置移交给了安娜·斯克罗兹尼科娃。

## 制裁
古林于2022年因俄乌战争而遭到多国制裁。